# Concert per a violí (Previn)
El Concert per a violí Anne-Sophie d'André Previn fou escrit a petició de l'Orquestra Simfònica de Boston perquè Anne-Sophie Mutter el toqués a l'estrena dirigida pel compositor el 14 de març del 2002. El 2003 fou enregistrat per Deutsche Grammophon i va obtenir el febrer del 2005 un Grammy per l'enregistrament del concert juntament amb la Serenade de Bernstein, aquesta darrera també amb Mutter com a solista i dirigida per Previn, però interpretada l'Orquestra Simfònica de Londres.
El concert està compost per tres moviments que foren acabats l'octubre de 2001 i que de fet foren escrits durant els mesos anteriors al matrimoni entre Mutter i Previn. Els sentiments del compositor i la seva admiració per Mutter es mostren en aquesta concert de forma càlida. La peça també reflecteix les primeres memòries d'infantesa de Previn a Alemanya, incorporant una cançó infantil alemanya en el tercer moviment.